# Nepali
Nepali (नेपाली nepālī [neːˈpaːliː] beziehungsweise नेपाली भाषा nepālī bhāṣā „Nepali-Sprache“, auch Nepalesisch oder Nepalisch, früher auch Gorkhali) ist eine Sprache aus dem indoarischen Zweig der indogermanischen Sprachen. Das Nepali ist die meistgesprochene Sprache Nepals und dient dort als Amtssprache. Darüber hinaus wird es im Nordosten Indiens und in Bhutan gesprochen, wo es traditionell tibetisch ལྷོ་མཚམས་མའི་ཁ lho mtshams ma'i kha bzw. Lhotshammikha (deutsch etwa „Sprache der südlichen Grenzgebiete“) genannt wird.
Laut der nepalischen Volkszählung 2011 sprechen 11,8 Millionen Menschen in Nepal (45 Prozent der Gesamtbevölkerung) Nepali als Muttersprache. Damit ist das Nepali mit Abstand die größte Sprache Nepals. Es dient als alleinige Amtssprache und Lingua franca für die Verständigung zwischen Sprechern verschiedener Sprachen. Weitere 2,9 Millionen Nepali-Muttersprachler leben laut der indischen Volkszählung 2011 in Indien, hier vor allem im Nordosten des Landes. Die größten Gruppen von Nepali-Sprechern leben in den Bundesstaaten Westbengalen (v. A. Distrikt Darjeeling), Assam und Sikkim. Das Nepali dient im Bundesstaat Sikkim und im Distrikt Darjeeling als Amtssprache. Darüber hinaus ist es auf überregionaler Ebene als eine von 22 Verfassungssprachen Indiens anerkannt. Zur Anzahl der Nepali-Sprecher in Bhutan liegen keine verlässlichen Zahlen vor. Der Anteil der ethnischen Nepalesen an der Gesamtbevölkerung Bhutans wird aber auf rund ein Drittel der Gesamtbevölkerung (ca. 250.000 Menschen) geschätzt. Hinzu kommt eine größere Zahl an Nepali-Sprechern unter der nepalesischen Diaspora u. a. in den Golfstaaten und in Südostasien.

Verbreitung des Nepali in Nepal

Die Bezeichnung der Sprache darf nicht mit der ebenfalls in Nepal gesprochenen नेपाल भाषा nepāl bhāṣā verwechselt werden, welche das Newari bezeichnet.
Nepali wird in der auch für andere indoarische Sprachen, zum Beispiel Hindi und Marathi, benutzten Schrift Devanagari geschrieben.